# Царевич (річка)
Царевич (рос. Царевич) — річка в Російській Федерації, що протікає в Смоленській області. Ліва притока річки Вопь (басейн Дніпра). Довжина — 68 км, площа водозабірного басейну — 859 км².